# Nader Al-Massri
Nader Abdullah Al-Massri (in arabo نادر عبد الله المصري‎?; Beit Hanun, 26 gennaio 1980) è un mezzofondista palestinese.
È anche noto con la traslitterazione Nader Al-Masri.

## Carriera
Specializzato nel mezzofondo, ha corso i 5 000 metri ai Giochi olimpici di Pechino 2008, venendo eliminato al primo turno (ha corso nella 2ª batteria di qualificazione). Proprio in occasione dei Giochi, ad Al-Massri, palestinese nato e cresciuto nella Striscia di Gaza, fu concesso da Israele uno speciale permesso per allenarsi e per preparare la gara nei territori al di fuori della Striscia. Un analogo permesso, per correre la "Palestine Marathon" (la maratona di Betlemme), gli è stato negato dalla Corte suprema di Israele sia nel 2013, sia nel 2014.
Vanta un record personale di 14'24"81, ottenuto ai XV Giochi asiatici di Doha nel 2006.

## Palmarès
| Anno | Manifestazione  | Sede      | Evento       | Risultato | Prestazione | Note |
| ---- | --------------- | --------- | ------------ | --------- | ----------- | ---- |
| 2008 | Giochi olimpici | Pechino   | 5000 m piani | Batteria  | 14'41"10    |      |
| 2010 | Giochi asiatici | Guangzhou | 5000 m piani | 12º       | 14'25"04    |      |
| 2011 | Asiatici        | Kōbe      | 5000 m piani | 14º       | 14'51"12    |      |